# 水前寺站
水前寺站（日语：／ Suizenji eki */?）是位於熊本縣熊本市中央區水前寺，九州旅客鐵道（JR九州）的豐肥本線車站。在縣內乘車人次中，僅次於熊本站和新水前寺站，為第3多人使用。

## 歷史
在戰時中，現時健軍曾經是三菱重工的工場「熊本航空機（第九）製作所」，遺址在戰後變成了國鐵小倉工場熊本分工場，此站設有引込線（在三菱工場時代建設）。現時變成了陸上自衛隊的駐屯地。
- 1914年（大正3年）6月21日：宮地輕便線熊本至肥後大津之間延伸開業，此站啟用[2]。
- 1922年（大正11年）9月2日：宮地輕便線改名為宮地線[2]。
- 1928年（昭和3年）12月2日：宮地線改名為豐肥本線[2]。
- 1945年（昭和20年）7月2日：美軍進行熊本大空襲，把第一代車站大樓燒毀。
- 1948年（昭和23年）：第二代車站大樓落成。
- 1987年（昭和62年）4月1日 - 伴隨國鐵分割民營化，車站由九州旅客鐵道（JR九州）營運[3][4][5][2]。
- 1992年（平成4年）4月1日：車站租車服務開始營業。[6]
- 1995年（平成7年）3月25日：車站大樓改裝[7]。
- 1999年（平成11年）3月31日：車站租車服務結束。[8]
- 2003年（平成15年）3月1日：現時第4代車站大樓完工並開始營業[1]。新設北出口。
- 2012年（平成24年）12月1日 - 此站開始可以使用IC卡SUGOCA[9]。

在1987年至1994年之間，特急「有明」會駛入至水前寺站，參見有明號列車。

## 車站構造
車站是一座地面車站，設有1面2線的島式月台。下行月台可容納5卡編成，也可用作停泊列車。原本車站大樓（現時：南出口）位於單式月台側。
此站是業務委託車站，委托了JR九州支援服務負責車站業務。此站設有綠色窗口。車站大樓內設有美容院等商業設施。3樓以上是公寓。檢票口和售票處位於2樓。在2012年12月1日起，此站可使用SUGOCA，此站沒有自動閘機，只有IC讀卡機。

### 月台
| 月台 | 路線      | 上下行 | 方向                       |
| ---- | --------- | ------ | -------------------------- |
| 1    | ■豐肥本線 | 上行   | 熊本方向                   |
| 2    | ■豐肥本線 | 下行   | 武藏塚、肥後大津、阿蘇方向 |

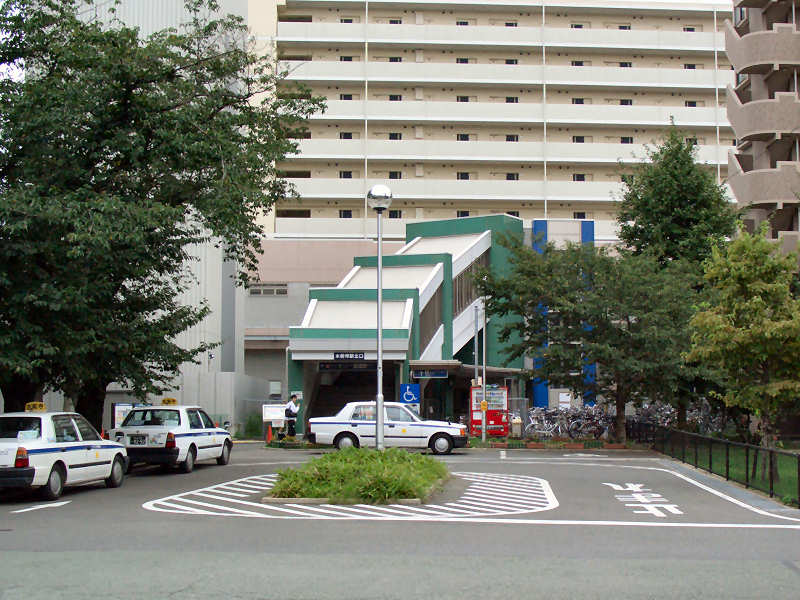
北出口（2006年9月7日）
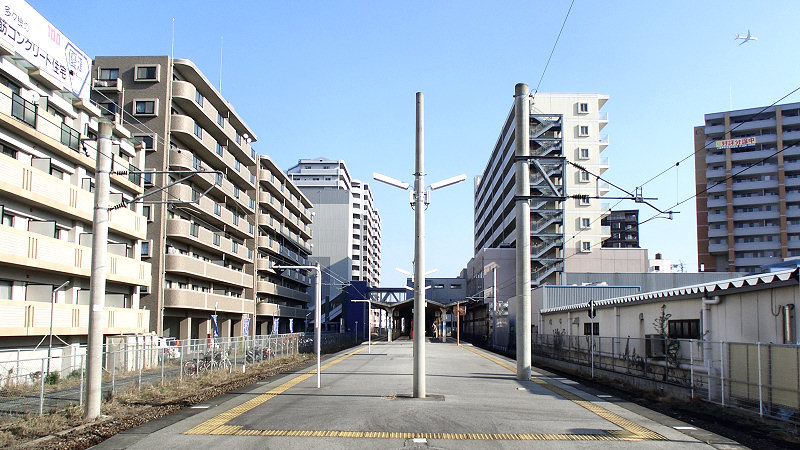
月台（2006年12月12日）

## 使用狀況
在2015年度前的數據來自「熊本市統計書」，在2016年度起的數據來自JR九州官方網站。在2019年度，1日平均乘車人次為3,466人。
| 年度               | 1日平均 乘車人員 | 變化率 |
| ------------------ | ---------------- | ------ |
| 1971年（昭和46年） |                  |        |
| 1972年（昭和47年） |                  |        |
| 1973年（昭和48年） |                  |        |
| 1974年（昭和49年） |                  |        |
| 1975年（昭和50年） |                  |        |
| 1976年（昭和51年） | 3,002            |        |
| 1977年（昭和52年） | 2,659            | -11.4% |
| 1978年（昭和53年） | 2,494            | -6.2%  |
| 1979年（昭和54年） | 2,510            | +0.6%  |
| 1980年（昭和55年） | 2,122            | -15.4% |

| 年度               | 1日平均 乘車人員 | 變化率 |
| ------------------ | ---------------- | ------ |
| 1981年（昭和56年） | 2,086            | -1.7%  |
| 1982年（昭和57年） | 1,964            | -5.9%  |
| 1983年（昭和58年） | 1,971            | +0.3%  |
| 1984年（昭和59年） | 1,782            | -9.6%  |
| 1985年（昭和60年） | 1,635            | -8.3%  |
| 1986年（昭和61年） | 1,679            | +2.7%  |
| 1987年（昭和62年） | 1,963            | +16.9% |
| 1988年（昭和63年） | 1,825            | -7.1%  |
| 1989年（平成元年） | 1,213            | -33.5% |
| 1990年（平成2年）  | 1,422            | +17.2% |

| 年度               | 1日平均 乘車人員 | 變化率 |
| ------------------ | ---------------- | ------ |
| 1991年（平成3年）  | 1,348            | -5.2%  |
| 1992年（平成4年）  | 1,417            | +5.1%  |
| 1993年（平成5年）  | 1,528            | +7.9%  |
| 1994年（平成6年）  | 1,501            | -1.8%  |
| 1995年（平成7年）  | 1,603            | +6.8%  |
| 1996年（平成8年）  | 1,692            | +5.6%  |
| 1997年（平成9年）  | 1,636            | -3.3%  |
| 1998年（平成10年） | 1,621            | -0.9%  |
| 1999年（平成11年） | 1,684            | +3.9%  |
| 2000年（平成12年） | 1,795            | +6.6%  |

| 年度               | 1日平均 乘車人員 | 變化率 |
| ------------------ | ---------------- | ------ |
| 2001年（平成13年） | 1,888            | +5.1%  |
| 2002年（平成14年） | 1,893            | +0.3%  |
| 2003年（平成15年） | 2,076            | +9.6%  |
| 2004年（平成16年） | 2,164            | +4.3%  |
| 2005年（平成17年） | 2,268            | +4.8%  |
| 2006年（平成18年） | 2,382            | +5.0%  |
| 2007年（平成19年） | 2,517            | +5.6%  |
| 2008年（平成20年） | 2,656            | +5.5%  |
| 2009年（平成21年） | 2,704            | +1.8%  |
| 2010年（平成22年） | 2,742            | +1.4%  |

| 年度               | 1日平均 乘車人員 | 變化率 |
| ------------------ | ---------------- | ------ |
| 2011年（平成23年） | 2,946            | +7.4%  |
| 2012年（平成24年） | 2,889            | -2.0%  |
| 2013年（平成25年） | 2,965            | +2.6%  |
| 2014年（平成26年） | 2,967            | +0.1%  |
| 2015年（平成27年） | 3,151            | +6.2%  |
| 2016年（平成28年） | 3,168            | +0.5%  |
| 2017年（平成29年） | 3,276            | +2.4%  |
| 2018年（平成30年） | 3,335            | +1.8%  |
| 2019年（令和元年） | 3,466            | +3.9%  |

## 車站周邊
車站附近基本上都是設有高層公寓的住宅區。北出口設有高等學校、大學和劇場等設施。

### 車站大廈「站町1丁目水前寺」
- 夢Mart（日语：ゆめマート）水前寺站（Fresta水前寺、別館）
- Drug新生堂（日语：新生堂薬局）水前寺站店（1樓）
- Job cafe熊本（熊本YoungHello Work（日语：ハローワーク），2樓）

此外，一共設有8間商店。

### 南邊
- SLOW Suizenji酒店（舊 水前寺眾星商務酒店）
- 水前寺站前郵局
- 熊本市水前寺競技場（日语：熊本市水前寺競技場）、熊本市水前寺野球場（日语：熊本市水前寺野球場）
- 熊本單車館（日语：熊本競輪場）
- 熊本武道館
- 水前寺成趣園 - 車站南出口正面約800米，或於鄰站新水前寺站下車，轉乘熊本市電前往健軍町方向。
- 熊本研討會水前寺校、未來館

### 北邊
- 熊本學園大學（日语：熊本学園大学）
  - 付屬中學·高等學校（日语：熊本学園大学付属中学校・高等学校）
  - 敬愛幼稚園（日语：熊本学園大学付属敬愛幼稚園）
- 縣立熊本高等學校（日语：熊本県立熊本高等学校）
- 開新高等學校（日语：開新高等学校）
- 熊本縣立劇場（日语：熊本県立劇場）
- 熊本市立圖書館（日语：熊本市立図書館）
- Hello Work（日语：ハローワーク）熊本
- Youne Town大江（日语：ゆめタウン大江）
- 熊本縣民電視台（在2017年7月遷移至中央區世安）

## 巴士路線

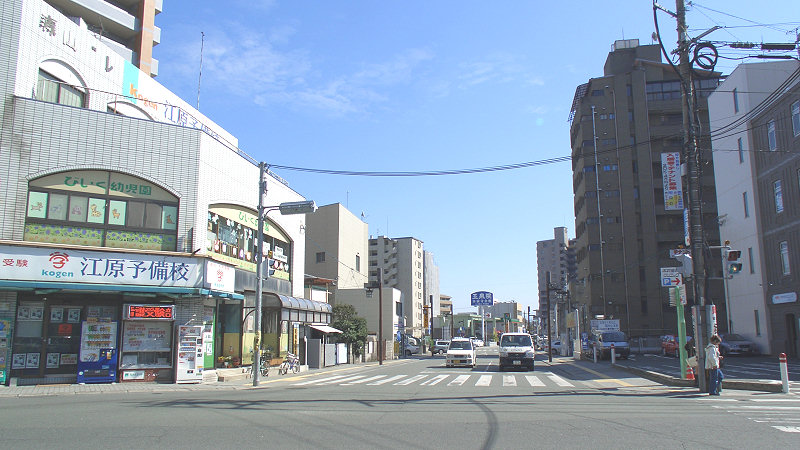
南出口

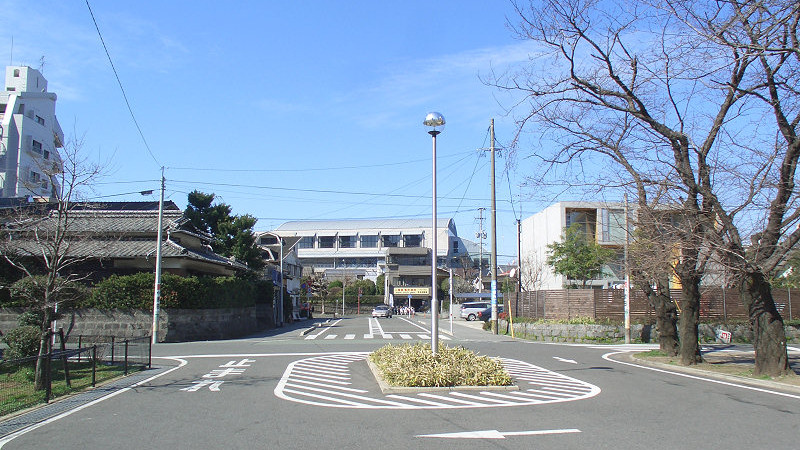
北出口

南出口一方設有水前寺站前，北出口一方設有熊高正門前和水前寺站北出口巴士站。熊本都市巴士均設有巴士路線停靠上述巴士站。「水前寺站北出口」巴士站於2008年4月新設。
- 1號乘車處（熊高正門前）
  - H1-1、W1-1
保田窪入口、帶山、日赤醫院（日语：熊本赤十字病院）、長嶺（日语：長嶺 (熊本市)）團地、小峯營業所（日语：熊本都市バス小峯営業所） 方向
- 2號乘車處（熊高正門前）
  - H1-1、W1-1
味噌天神、通町筋、櫻町BT（日语：熊本桜町バスターミナル）、日向崎、荒尾橋 方向
- 3號乘車處（水前寺駅北口）
  - G3-2、U4-1
縣立劇場（日语：熊本県立劇場）、大江四丁目、通町筋、櫻町BT、新町、城西校（日语：熊本市立城西小学校） 方向
- 4號乘車處（水前寺站前）
  - J1-1、J1-2、J1-3、J2-2、J3-3
京塚、小峯營業所、小峯、三山莊 方向
  - H2-1、W2-1
保田窪入口、帶山、日赤醫院、長嶺團地、小峯營業所 方向
- 5號乘車處（水前寺駅前）
  - J1-1、J1-2、J1-3、J2-2、J3-3
 味噌天神、通町筋、櫻町BT、熊本站 方向
  - J1-1
味噌天神、通町筋、壺井橋（日语：壺井橋停留場）、上熊本站 方向
- 6號乘車處（水前寺駅前）
  - H2-1、W2-1
味噌天神、通町筋、櫻町BT、日向崎、荒尾橋 方向

## 相鄰車站
九州旅客鐵道（JR九州）
■豐肥本線
- 特急「九州橫斷特急」「阿蘇Boy!」停車站

新水前寺－水前寺－東海學園前

## 注腳
1. 1 2 3 4 5 6 7 8 9  . 週刊朝日百科. 38号 大分駅・由布院駅・田主丸駅ほか. 朝日新聞出版. 2013-05-12: 23 （日语）.
2. 1 2 3 4 5  曾根悟（監修）. 朝日新聞出版分冊百科編集部（編集） , 编. . 週刊朝日百科. 27号・豊肥本線／久大本線. 朝日新聞出版. 2010-01-24: 14–15 （日语）.
3. ↑  九州鉄道百年祭実行委員会・百年史編纂部会 (编).  初版. 九州旅客鉄道. 1988: 181 （日语）.
4. ↑  『交通年鑑 昭和63年版』 交通協力會，1988年3月。
5. ↑  今村都南雄 『民営化の效果と現実NTTとJR』 中央法規出版，1997年8月。ISBN 978-4805840863
6. ↑  《JR時間表》1992年4月號
7. ↑  . 交通新聞 (交通新聞社). 1995-04-10: 3 （日语）.
8. ↑  《JR時間表》1999年4月號
9. ↑  . 交通新聞 (交通新聞社). 2012-12-04: 1 （日语）.
10. ↑  駅別乗車人員（2019年度） （页面存档备份，存于）（日語）

## 外部連結
- 水前寺（車站資訊） - 九州旅客鐵道（日語）